# Jonathan Fleita
Jonathan Brian David Fleita (Santa Fe, Argentina; 20 de enero de 1995) es un futbolista argentino. Juega como marcador central y su primer equipo fue Unión de Santa Fe. Actualmente milita en Chaco For Ever de la Primera Nacional.

## Trayectoria
Nacido en Santa Fe, Jonathan Fleita se inició futbolísticamente en las inferiores de Unión hasta llegar a integrar el plantel de Reserva.
Luego del ascenso a Primera División, en enero de 2015 el técnico Leonardo Madelón lo convocó a su primera pretemporada con el plantel profesional, donde recibió el famoso "bautismo" por parte de los referentes del equipo. Seis meses después se produjo su debut oficial: el 11 de julio, Fleita fue titular en el empate de Unión 1-1 ante San Lorenzo. A los pocos días firmó su primer contrato profesional.
Jugó también en Nueva Chicago (dos etapas), Temperley, Atlético Rafaela, Brown de Puerto Madryn y Olimpo de Bahía Blanca.

## Clubes
- Actualizado al 10 de agosto de 2025

| Club                       | Div.                | Temporada           | Liga | Liga | Copa Nacional | Copa Nacional | Copa Internacional | Copa Internacional | Total | Total |
| Club                       | Div.                | Temporada           | PJ   | G    | PJ            | G             | PJ                 | G                  | PJ    | G     |
| -------------------------- | ------------------- | ------------------- | ---- | ---- | ------------- | ------------- | ------------------ | ------------------ | ----- | ----- |
| Unión Argentina            | 1.ª                 | 2015                | 6    | 0    | 0             | 0             | -                  | -                  | 6     | 0     |
| Unión Argentina            | 1.ª                 | 2016                | 7    | 0    | 0             | 0             | -                  | -                  | 7     | 0     |
| Unión Argentina            | 1.ª                 | 2016/17             | 5    | 0    | 1             | 0             | -                  | -                  | 6     | 0     |
| Unión Argentina            | 1.ª                 | 2017/18             | 0    | 0    | 0             | 0             | -                  | -                  | 0     | 0     |
| Unión Argentina            | Total               | Total               | 18   | 0    | 1             | 0             | -                  | -                  | 19    | 0     |
| Nueva Chicago Argentina    | 2.ª                 | 2018/19             | 23   | 0    | 0             | 0             | -                  | -                  | 23    | 0     |
| Nueva Chicago Argentina    | 2.ª                 | 2019/20             | 5    | 1    | -             | -             | -                  | -                  | 5     | 1     |
| Nueva Chicago Argentina    | 2.ª                 | 2021                | 21   | 0    | -             | -             | -                  | -                  | 21    | 0     |
| Nueva Chicago Argentina    | Total               | Total               | 49   | 1    | 0             | 0             | -                  | -                  | 49    | 1     |
| Temperley Argentina        | 2.ª                 | 2020                | 4    | 0    | 0             | 0             | -                  | -                  | 4     | 0     |
| Temperley Argentina        | Total               | Total               | 4    | 0    | 0             | 0             | -                  | -                  | 4     | 0     |
| Atlético Rafaela Argentina | 2.ª                 | 2022                | 20   | 0    | -             | -             | -                  | -                  | 20    | 0     |
| Atlético Rafaela Argentina | Total               | Total               | 20   | 0    | -             | -             | -                  | -                  | 20    | 0     |
| Brown (PM) Argentina       | 2.ª                 | 2023                | 22   | 0    | -             | -             | -                  | -                  | 22    | 0     |
| Brown (PM) Argentina       | Total               | Total               | 22   | 0    | -             | -             | -                  | -                  | 22    | 0     |
| Olimpo Argentina           | 3.ª                 | 2024                | 31   | 0    | 1             | 0             | -                  | -                  | 32    | 0     |
| Olimpo Argentina           | Total               | Total               | 31   | 0    | 1             | 0             | -                  | -                  | 32    | 0     |
| Chaco For Ever Argentina   | 2.ª                 | 2025                | 3    | 0    | -             | -             | -                  | -                  | 3     | 0     |
| Chaco For Ever Argentina   | Total               | Total               | 3    | 0    | -             | -             | -                  | -                  | 3     | 0     |
| Total en su carrera        | Total en su carrera | Total en su carrera | 147  | 1    | 2             | 0             | -                  | -                  | 149   | 1     |